# Брух, Фолькер
Фолькер Брух (нем. Volker Bruch) — немецкий актёр. Наиболее известен своими ролями в фильмах «Красный Барон», «Комплекс Баадера — Майнхоф», «Чтец» и телефильме «Наши матери, наши отцы».

## Личная жизнь
У Фолькера Бруха пятеро братьев и сестёр. Живёт в Мюнхене. Состоит в отношениях с немецкой актрисой Мириам Штайн.

## Фильмография
- Raus ins Leben (2003)
- Rose (2005)
- Настоящая жизнь[нем.] (2006)
- Лучшее время[нем.] (2007)
- Женщины-агенты (2008)
- Лучший район[нем.] (2008)
- Красный Барон  (2008)
- Комплекс Баадера — Майнхоф  (2008)
- Чтец  (2008)
- Маленький Париж[нем.]  (2008)
- Дом в пустыне[нем.]  (2009)
- Нангапарбат[англ.]  (2010)
- Гёте![англ.]  (2010)
- Хранители сокровищ (2011)
- Исповедь сына века (2012)
- Наши матери, наши отцы (2013)
- Паломница (2014)
- Вавилон-Берлин (2017-н.в.), сериал
- Мозг Гиммлера зовётся Гейдрихом (2017)